# Winthellia brevicornis
Winthellia brevicornis är en tvåvingeart som först beskrevs av Louis-Paul Mesnil 1949.  Winthellia brevicornis ingår i släktet Winthellia och familjen parasitflugor. Inga underarter finns listade i Catalogue of Life.